# پادار (حاجی‌قبول)
پادار (به لاتین: Padar) یک منطقه مسکونی در جمهوری آذربایجان است که در شهرستان حاجی‌قبول واقع شده است. پادار ۷۴۴ نفر جمعیت دارد.